# Tour Jaune de Barabbas
La Tour Jaune de Barabbas (2.365 m s.l.m.) è un torrione roccioso delle Alpi Cozie.

## Toponimo
(M.R.Touchon, Tour Jaune de Barabbas, ed. C.A.F.)
Il nome Tour Jaune de Barabbas, che in francese significa Torre gialla di Barabba, fu dato al torrione roccioso dai suoi due primi salitori. Non recepito dalla tradizionale cartografia IGM, che lo lascia senza nome e lo quota 2.373 m s.l.m., il nome è invece utilizzato nella letteratura alpinistica e nella recente cartografia escursionistica. Deriva dal colore giallastro della roccia della quale è fatta la guglia e dal nome francese della vicina Guglia del Mezzodì, e cioè Rocher de Barabbas. Il riferimento a Barabba, un personaggio dei vangeli, richiama i toponimi di altre montagne della Valle Stretta come il Monte Thabor e i Re Magi (Punta Gasparre, Punta Melchiorre e Punta Baldassarre), attribuiti alla devozione dei pellegrini medioevali.

## Caratteristiche

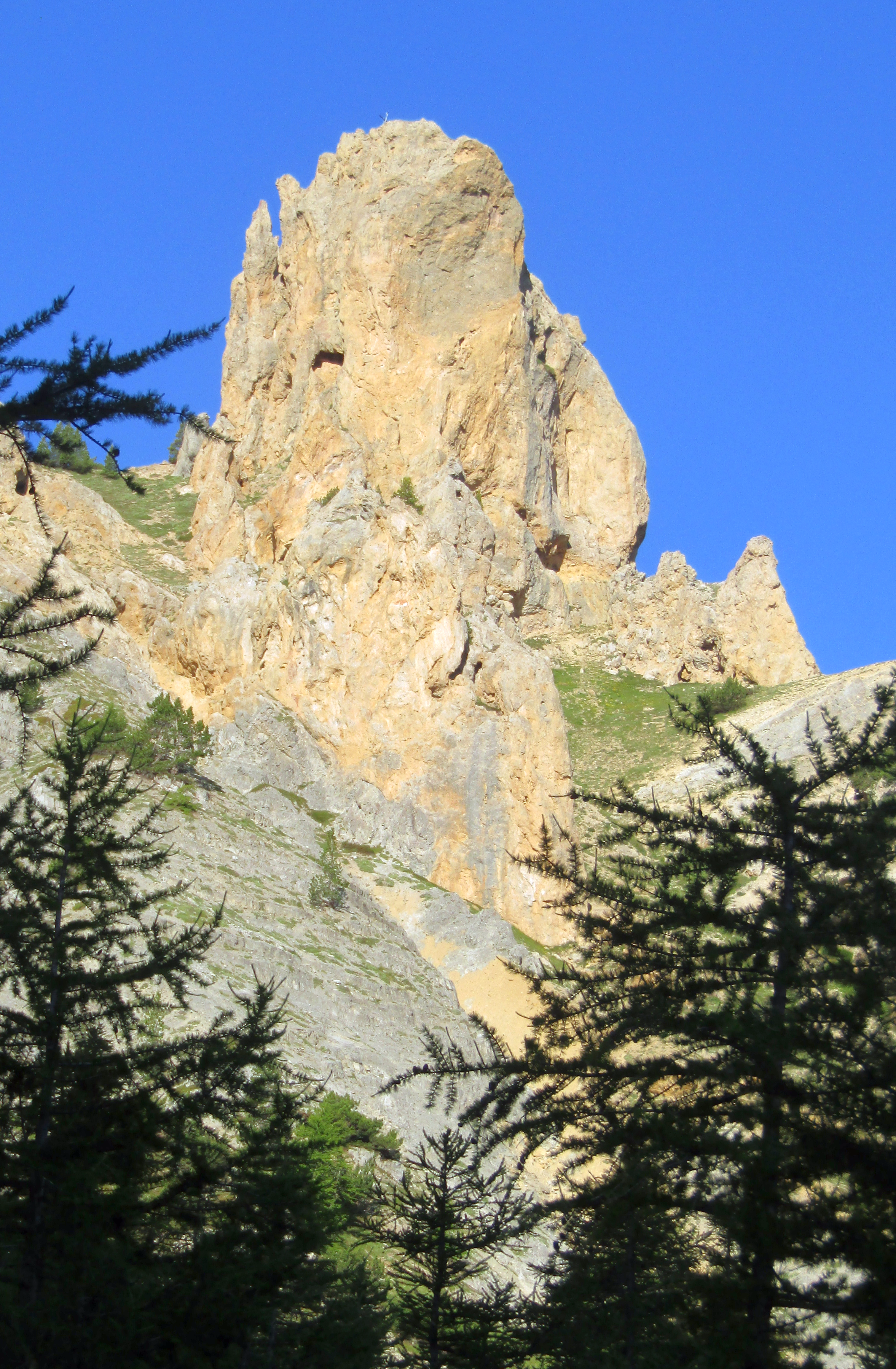
Vista dal Vallone Guiaud

La formazione rocciosa si trova in comune di Bardonecchia (TO), a breve distanza dal confine con la Francia. Rappresenta la principale elevazione del costolone che, staccandosi dalla catena principale alpina  in corrispondenza della Guglia del Mezzodì (2.621 m s.l.m.), divide il vallone del rio Guiuaud (a est) dalla Comba della Gorgia, entrambi affluenti del rio di Valle Stretta. Rispetto al crinale si eleva di una cinquantina di metri. Alla base della torre sono presenti alcune piccole caverne, in una delle quali si trova una statua mariana chiamata Notre-Dame du Midì.

## Storia

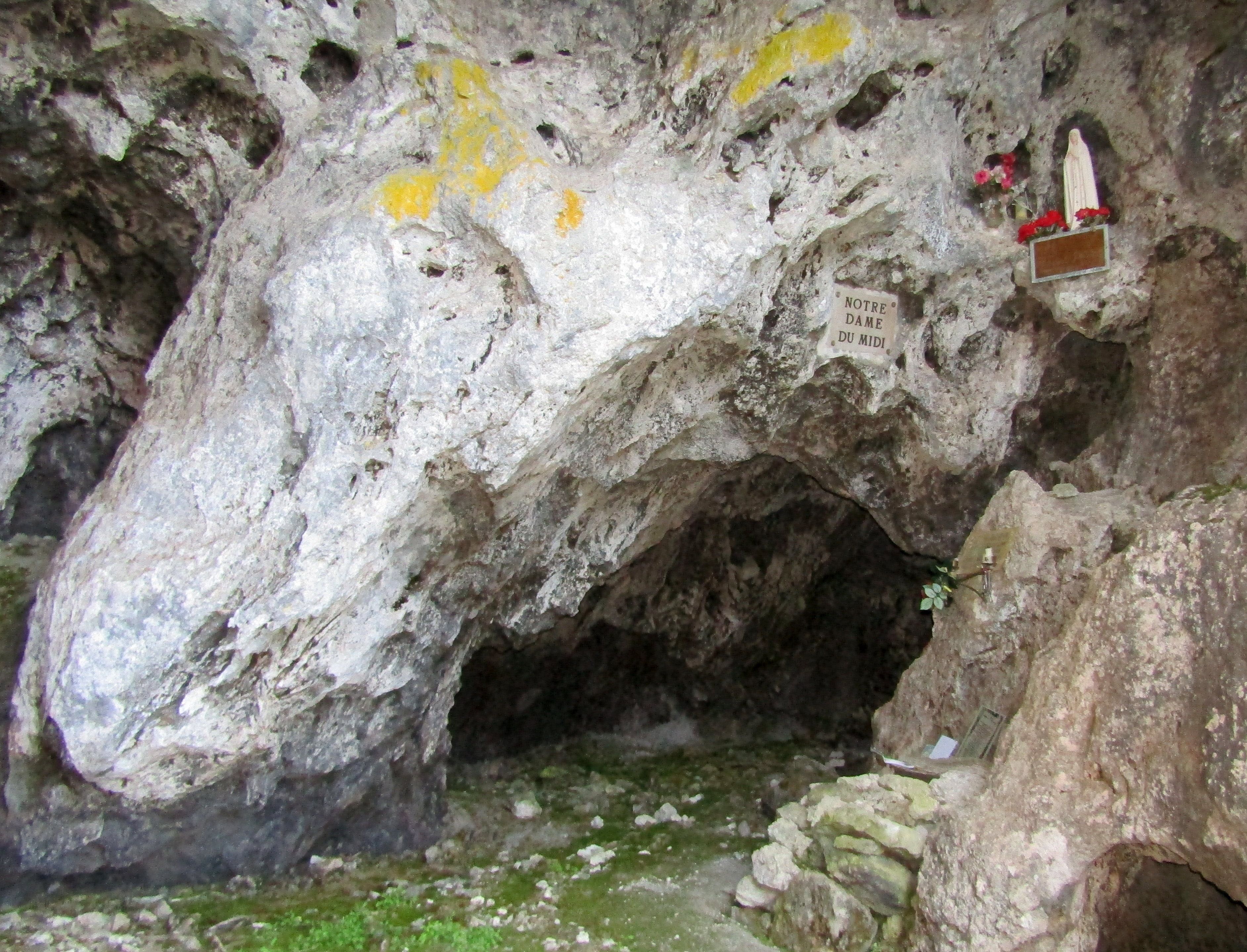
La piccola caverna con la statua della Madonna

La cima della Tour Jaune de Barabbas venne raggiunta per la prima volta il 5 agosto 1907 dagli alpinisti francesi L.Noel e R.Touchon per la parete sud-est. I due raggiunsero la cima della montagna due volte; la prima, il 7 agosto 1907, costruirono un ometto in pietrame, mentre nel corso della seconda ascensione posizionarono sulla cima una croce di vetta.
La prima ascensione invernale invece si deve invece a Armando Biancardi e Gigi Panei, che raggiunsero la vetta il 21 marzo 1949 percorrendo la parete ovest. In preparazione delle ostilità della Seconda Guerra Mondiale la zona circostante alla montagna venne interessata dalla costruzione delle fortificazioni del Vallo Alpino, delle quali restano ben visibili alcuni resti.

## Salita alla vetta

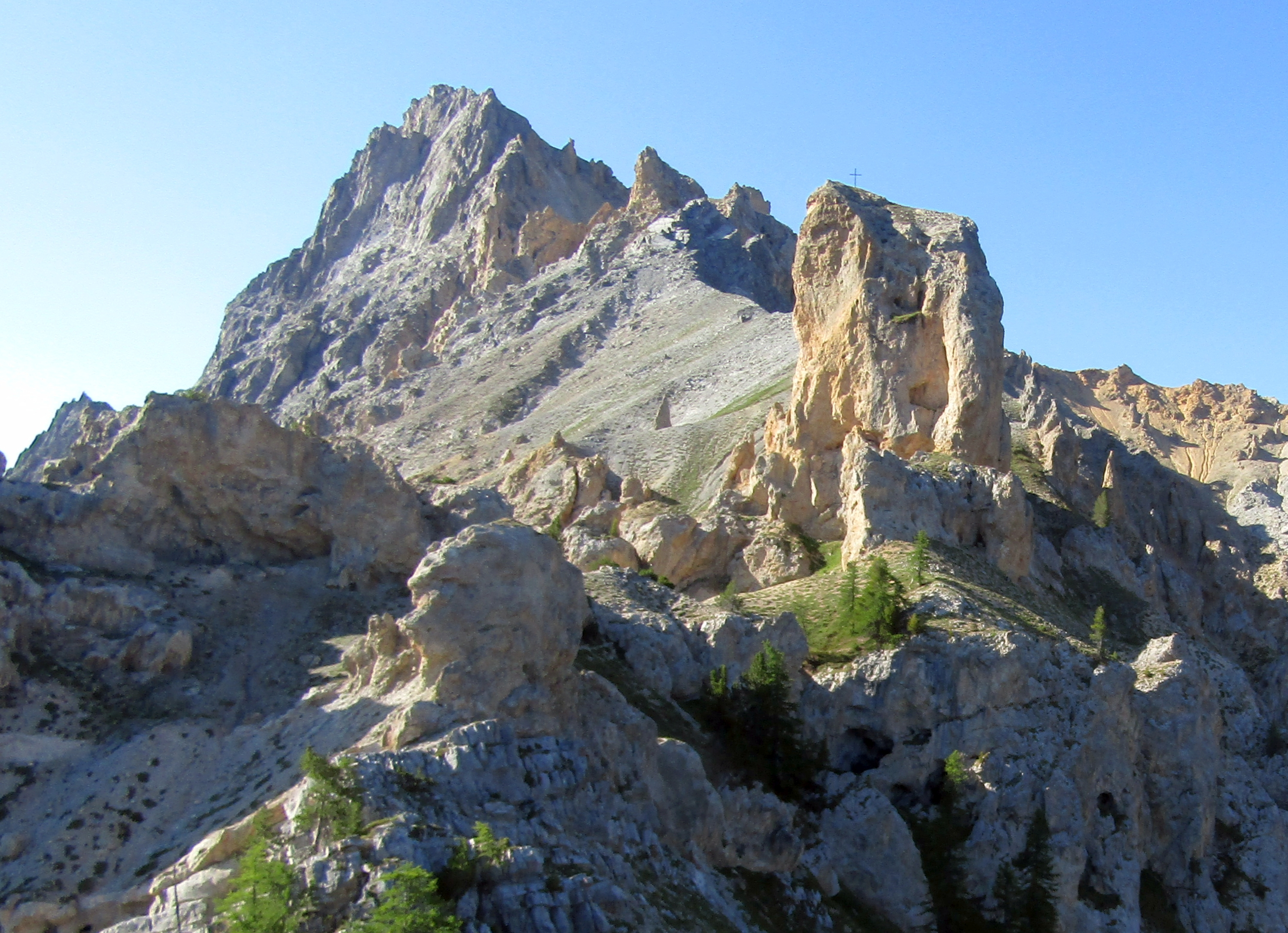
Il torrione e, a sinistra, la Guglia del Mezzodì

La via normale per la salita alla cima del torrione è considerata di un grado di difficoltà alpinistica PD, mentre la parte ovest, più difficile, raggiunge il grado D. La base della torre è raggiungibile per sentiero partendo dal Colle della Scala oppure, con un dislivello maggiore, da Pian del Colle. In questo secondo caso è possibile effettuare un anello salendo per il vallone di Guiaud e scandendo inizialmente per la Comba della Gorgia riportandosi poi nel vallone di Guiaud.